# 脐孔黑钟螺
脐孔黑钟螺（学名：Omphalius nigerrimus）是钟螺科黑鐘螺屬的一种。

## 分佈
主要分布于中国大陆、台湾，常栖息在潮间带岩礁。

## 外部連結
- 維基物種上的相關：脐孔黑钟螺